# Matthew Taylor (componist)
Matthew Taylor (Londen, 1964) is een Brits componist.
Hij verkreeg zijn opleiding tot componist aan het Queens' College in Cambridge van Robin Holloway en later van Edward Gregson aan het Royal College of Music in Londen. Weer later heeft hij een beurs gekregen om directie te studeren aan de Guildhall School of Music en heeft les gehad van Leonard Bernstein tijdens het Sleeswijk-Holstein Festival. Ten slotte kreeg hij nog begeleiding van George Hurst.
Als dirigent heeft Taylor al diverse ensembles mogen dirigeren, met name in het Verenigd Koninkrijk. Daarbuiten is hij grotendeels onbekend. Hij heeft al een aantal premieres op zijn naam staan van werken van Vagn Holmboe, David Matthews en Robert Simpson. 

## Componist
Met die laatste componist was hij bevriend en dat hoor je terug in zijn composities en met name in zijn symfonieën en hoornconcert. Na het succes van zijn eerste symfonie kreeg opdrachten om meerdere werken te componeren.
Taylor geeft inmiddels zelf les aan de RCM en vervulde een aantal functies binnen de Britse muziekwereld.

## Composities
- Adagio voor strijkkwartet
- Anniversaties en intermezzi voor solo piano
- Banquet en invasion voor strijkorkest & school Perc
- Blasket dances voor symphonisch blazersensemble
- Bright is the ring of words voor stem en piano
- Cellosonate voor cello en piano
- Christmas blessing voor gemengd koor
- Concert voor altviool en orkest op.41
- Concert voor klarinet
- Concert voor contrabas en strijkorkest
- Concert voor hoorn Op. 23
- Concert voor piano
- Conflict and consolation voor Symphonic Brass
- Flight of the bumblebee voor solo klarinet & orkest (arr.)
- Four bagatelles voor solo piano
- Four lullabies voor piano en strijktrio
- Four Pope epigrams sopraan, countertenor, cello & klavecimbel
- Images in spring Op.16 voor fluit & piano
- In Spring (1989) voor orkest
- July pastoral voor solohoorn
- July pastoral voor solo cor anglais
- June Cantilena voor solo klarinet
- Lento voor strijkers (1988)

- Needles, The Ouverture Op. 26 voor orkest
- Night visions voor kamerorkest
- Pastorals voor viool en piano
- Pianotrio nr 1.
- Prelude, meditation and toccata voor solo marimba
- Romanza (1995) voor viool en piano
- Romanza (1997) voor cello en piano
- Romanza voor strijkorkest
- Romanza voor strijkkwartet
- Seranata triomfale voor blaasoctet
- Sinfonia Brevis voor kamerorkest; Symfonie nr. 1
- Strijkkwartet nr. 2 (1988)
- Strijkkwartet nr. 3
- Strijkkwartet nr. 4 Op. 22
- Symfonie nr. 2 voor orkest
- Symfonie nr. 3 voor orkest
- Three humoresques voor klarinet & piano
- Three poems of Rupert Brooke voor stem & piano
- Three poems of Rupert Brooke voor stem en orkest
- Trio In Memoriam V.H. voor fluit, altviool en cello
- Vioolsonate voor viool en piano
- Wassail op. 15 voor pianoduet ook wel 3 Drinking Songs

- Bibliothèque nationale de France: cb16752312j (data)
- Gemeinsame Normdatei: 139866892
- International Standard Name Identifier: 0000 0000 7888 7239
- Library of Congress Control Number: nr2004016240
- MusicBrainz: 30af2ad2-5522-4b61-87e9-2f539ea938dc
- Nationale Bibliotheek van Tsjechië: pna2008467191
- Nationale bibliotheek van Australië: 49863769
- Système universitaire de documentation: 060770880
- Virtual International Authority File: 102704759
- WorldCat: E39PBJvXmThrRwkpQt37BM6kDq